# Estação Prefeito Celso Daniel - Santo André
A Estação Prefeito Celso Daniel–Santo André, ou extraoficialmente apenas Santo André, é uma estação ferroviária, pertencente à Linha 10–Turquesa da CPTM. A estação está localizada no centro do município de Santo André, na Região do Grande ABC.

## História

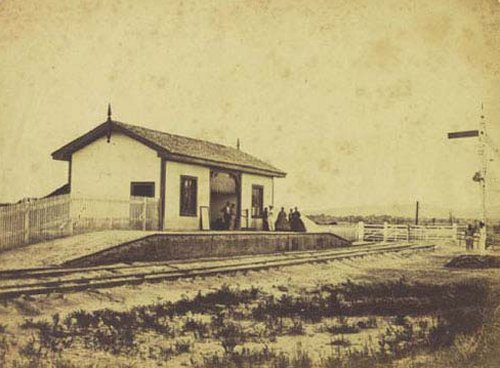
A estação à época de sua inauguração, em foto de Militão de Azevedo

A estação foi inaugurada em 16 de fevereiro de 1867, fazendo parte da Estrada de Ferro Santos-Jundiaí. À época, era chamada de Estação São Bernardo, visto que o distrito de Santo André ainda não existia e a freguesia mais próxima era a de São Bernardo. Entretanto, a estação foi fundamental para o que hoje é a cidade de Santo André. O distrito foi criado em 1910 e elevado a município em 1938. Porém, a antiga designação permaneceu até 1934.
Com o crescimento da Região Metropolitana de São Paulo, a estação foi gradualmente priorizando o serviço dos trens urbanos. Em 1975, dos 6.780.434 passageiros da estação, 95% eram dos chamados trens de subúrbio. Em 1977, a estação original foi demolida. A nova estação teve suas obras iniciadas em 1972, sendo construída pela empresa Engeral - Engenharia e Obras S.A. ao valor de 11.520.000,00 cruzeiros, com previsão de término para agosto de 1977.
Após atrasos, a estação foi inaugurada em 6 de março de 1979. Os trens que passavam pela estação deixaram de ir até Santos em 1996. Em dezembro de 2002, após o assassinato do prefeito Celso Daniel, a estação foi renomeada pela Câmara Municipal de Santo André com a atual designação.

## Características
| Sigla | Estação                           | Inauguração             | Integração               | Plataformas         | Posição    | Notas                                                           |
| ----- | --------------------------------- | ----------------------- | ------------------------ | ------------------- | ---------- | --------------------------------------------------------------- |
| SAN   | Prefeito Celso Daniel–Santo André | 16 de fevereiro de 1867 | Bilhete Único da SPTrans | Laterais e centrais | Superfície | Chamava-se apenas Santo André até 2002. Reconstruída pela RFFSA |

## Diagrama da estação
| 1 |

|  | ↕ a ↕ |

| 2 |

|  | ↑ b ↑ |

|  | ↕ c ↕ |

| 3 |

|  | ↓ d ↓ |

|  | ↕ e ↕ |

| 1 |

|  | ↕ a ↕ |

| 2 |

|  | ↑ b ↑ |

|  | ↕ c ↕ |

| 3 |

|  | ↓ d ↓ |

|  | ↕ e ↕ |

| 1 |

|  | ↕ a ↕ |

| 2 |

|  | ↑ b ↑ |

|  | ↕ c ↕ |

| 3 |

|  | ↓ d ↓ |

|  | ↕ e ↕ |

| 1 |

|  | ↕ a ↕ |

| 2 |

|  | ↑ b ↑ |

|  | ↕ c ↕ |

| 3 |

|  | ↓ d ↓ |

|  | ↕ e ↕ |

## Projetos
A CPTM realizou em 2004 a contratação de um projeto visando a reconstrução de 39 estações, divididas por 10 lotes. A estação Santo André foi incluída no lote 5, ao lado da estação São Caetano. O Lote 5 foi vencido pelo Consórcio EGT/Copem, pelo valor de 438.612,20 reais. Os projetos foram apresentados em audiências públicas realizadas pela CPTM em junho de 2007. Posteriormente foram incluídos em um pedido de financiamento à União através do PAC 2- Mobilidade Urbana. Por conta da crise econômica de 2014 no país, o projeto não saiu do papel.

## Obra de arte
Em 1991 a CBTU recebeu do Banco Nacional um painel mosaico do artista plástico Alex Flemming. Constituído de pastilhas, o mosaico reproduz um desenho de duas cabeças. A obra foi instalada no saguão de entrada oeste da estação, ao lado das bilheterias.